# 米洛波塔莫斯
米洛波塔莫斯（希臘語：Μυλοπόταμος）是希腊克里特大区雷西姆农专区的市镇，位于克里特岛中北部。行政中心为派拉马村。市镇面积为360.7平方公里，2021年人口数量为12,820人。

## 行政
米洛波塔莫斯市镇是在2011年地方政府改革中设立的，由原3个市镇合并而成，而原市镇则成为新市镇的市区。